# Semafory w Austrii
Sygnały kolejowe w Austrii są regulowane przez rozporządzenie w sprawie budowy i eksploatacji kolei (EisbBBV) oraz przepisy odpowiednich spółek kolejowych zatwierdzone przez urząd kolejowy. W przypadku Kolei Austriackich jest to "Signalbuch" (do 2018 r.: "Signalvorschrift V2").

## Semafory kształtowe (Formsignal)
Obraz semaforów kształtowych w Austrii jest podobny do stosowanych w Polsce.
| Sygnały na semaforach kształtowych (dzienne i nocne) | Sygnały na semaforach kształtowych (dzienne i nocne) | Sygnały na semaforach kształtowych (dzienne i nocne)             |
| ---------------------------------------------------- | ---------------------------------------------------- | ---------------------------------------------------------------- |
| Halt Stój                                            | Frei Wolna droga                                     | Frei mit 40 km/h Wolna droga z prędkością ograniczoną do 40 km/h |

## Semafory świetlne (Lichtsignal)
Koleje austriackie korzystają z czterech rodzajów sygnalizatorów świetlnych: Hauptsignal, Schutzsignal, Vorsignal, i Verschubsignal.

### Hauptsignal
Hauptsignal jest podstawowym rodzajem sygnalizatora. Są na nim dwie kolumny lamp.
Na tarczy zaporowej świetlnej (Schutzsignal) natomiast występują tylko lampy lewej kolumny 1, 4 i 7.
Lampy semafora świetlnego podające sygnały „Stop”, „Wolna droga”, „Wolna droga ze zmniejszoną szybkością 40 km/h [ewent. 60 km/h]” (2, 6, 7 i 8) są dwukrotnie większe od pozostałych (1, 3, 4 i 5), podających „Ersatzsignal”, „Jazda na semafor wyjazdowy dozwolona”, „Jazda manewrowa dozwolona” oraz „Zezwolenie na wyjazd”.
| 1.biały    | 2.zielony |
|            | 3.biały   |
| 4.biały    | 5.zielony |
|            | 6.żółty   |
| 7.czerwony | 8.zielony |

Niektóre sygnały podawane przez sygnalizator:
- Fahrverbot – stój (lampa czerwona)
- Fahrverbot aufgehoben – jazda na semafor wyjazdowy dozwolona (dwie białe lampy 1 i 4)

- Ersatzsignal – sygnał zastępczy (lampa czerwona i biała 1 migająca)
- Verschubverbot aufgehoben – jazda manewrowa dozwolona (lampa czerwona oraz dwie białe 3 i 4)
- Frei mit 40 km/h – droga wolna prędkość 40 km/h (lampa zielona 2 i żółta 6)
- Frei mit 60 km/h – droga wolna prędkość 60 km/h (lampy zielone 2 i 8)
- Frei – droga wolna (lampa zielona 2)
- Zezwolenie na wyjazd (stosowany tylko na dużych stacjach zamiast sygnału ręcznego podawanego przez dyżurnego ruchu) – sygnał podawany razem z sygnałem „Frei”, „Frei mit 40 km/h” lub „Frei mit 60 km/h (lampa zielona 5 migająca)

### Vorsignal
Tarcza ostrzegawcza Vorsignal uprzedza o sygnale który wyświetla następny sygnalizator Hauptsignal. Niektóre sygnały podawane przez sygnalizator:
- Vorsicht – na następnym sygnalizatorze sygnał Stój! (dwie lampy żółte w poziomie)
- Fahrt mit 40 km/h erwarten – na następnym sygnalizatorze sygnał droga wolna z prędkością ograniczoną do 40 km/h (dwie żółte lampy w poziomie i lampa zielona)
- Fahrt mit 60 km/h erwarten – na następnym sygnalizatorze sygnał droga wolna z prędkością ograniczoną do 60 km/h (dwie zielone lampy ukośnie w prawo i lampa żółta)
- Frei – na następnym sygnalizatorze droga wolna (dwie lampy zielone ukośnie w prawo)

Sygnalizatory obu typów występują również razem na jednym słupie – wówczas Hauptsignal wisi wyżej, a Vorsignal niżej.

## Verschubsignal
Sygnalizator Verschubsignal przekazuje informacje dla manewrów.
Pokazuje między innymi sygnały:
- Verschubverbot – jazda manewrowa zabroniona – dwa białe światła w poziomie.
- Verschubverbot aufgehoben – jazda manewrowa dozwolona – dwa białe światła ukośnie w prawo.